# Scatimus monstrosus
Scatimus monstrosus là một loài bọ cánh cứng trong họ Bọ hung (Scarabaeidae).